# Gian Piero Broglia
Gian Piero Broglia (Novi Ligure, 29 giugno 1953) è un politico italiano.

## Biografia
Nato a Novi Ligure, in provincia di Alessandria, si è laureato in giurisprudenza e ha intrapreso l’attività politica a partire dal 1994.

## Attività parlamentare
È stato eletto deputato alla Camera dei deputati nella XII legislatura (dal 15 aprile 1994 all’8 maggio 1996), nel collegio uninominale n. 9 della Circoscrizione Piemonte 2.
Durante il suo mandato ha fatto parte delle seguenti commissioni parlamentari:
- I Commissione (Affari costituzionali, della Presidenza del Consiglio e interni): membro dal 25 maggio 1994 all’11 luglio 1995.
- II Commissione (Giustizia): membro dal 25 maggio 1994 al 29 novembre 1994.
- XIII Commissione (Agricoltura): membro dall’11 luglio 1995 all’8 maggio 1996.

Ha aderito al gruppo parlamentare di Forza Italia, del quale è stato anche membro del Consiglio Direttivo dal 14 ottobre 1994.